# Bafia (Sprache)
Bafia (auch Bekpak, Rikpa, Rikpa’ und Ripey) ist eine Bantusprache und wird von circa 60.000 Menschen in Kamerun gesprochen (Zensus 1991). Sie ist im Département Mbam-et-Inoubou in der Region Centre verbreitet. 
Bafia wird in der lateinischen Schrift geschrieben.

## Klassifikation
Bafia ist eine Nordwest-Bantusprache und gehört zur Bafia-Gruppe, die als Guthrie-Zone A50 klassifiziert wird. 
Sie hat die Dialekte Kpa und Bape.